# لی هسین لونگ
لی هسین لونگ (زادهٔ ۱۰ فوریه ۱۹۵۲) سیاستمدار سنگاپوری و سرتیپ سابق است که از سال ۲۰۲۴ به‌عنوان وزیر ارشد سنگاپور در حال فعالیت بوده و پیش‌تر به‌عنوان نخست‌وزیر سنگاپور از سال ۲۰۰۴ تا ۲۰۲۴ خدمت کرده است. اوو بزرگ‌ترین پسر لی کوآن یو، نخستین نخست‌وزیر سنگاپور، است. او به‌عنوان دبیرکل حزب اقدام مردم در ۲۰۰۴ نخست‌وزیر شد.
لی از دههٔ ۲۰۲۰ بر همه‌گیری کووید-۱۹ و فروکش آن نظارت داشت. در سال ۲۰۲۲، او به حمله روسیه به اوکراین واکنش نشان داد و سنگاپور تنها کشور جنوب شرق آسیا بود که روسیه را تحریم کرد. در همان سال، دولت او به‌صورت دوژور و دفاکتو فعالیت جنسی همجنس‌گرایان را قانونی اعلام کرد. رسانه‌های بین‌المللی بارها از لی به‌عنوان پردرآمدترین رهبر دولتی جهان یاد می‌کنند. شکایت‌های افترای او علیه روزنامه‌نگاران و مخالفان سیاسی بارها توسط خبرگزاری‌های بین‌المللی پوشش داده شده است. در سال ۲۰۲۴، لی از رهبری حزب اقدام مردم کناره‌گیری کرد و تصمیم گرفت برای پنجمین دوره کامل نخست‌وزیری در انتخابات عمومی آتی شرکت نکند. لورنس وانگ جانشین او شد و پس از آن او را به‌عنوان وزیر ارشد در نخستین کابینهٔ خود انتخاب کرد.